# لیو شائوچی
لیو شائوچی (به چینی: 刘少奇) (زادهٔ ۲۴ نوامبر ۱۸۹۸ – درگذشته ۱۲ نوامبر ۱۹۶۹)، یک انقلابی کمونیست، سیاستمدار، نظریه‌پرداز و رئیس‌جمهور جمهوری خلق  چین (۱۹۵۹–۱۹۶۸) بود.
از سال ۱۹۵۶، حزب کمونیست چین به دلیل فقدان تجربه کافی در جریان رهبری اقتصادی و نوسازی چین اشتباهاتی مرتکب شد. در قحطی چهار سالهٔ ۱۹۵۸ الی ۱۹۶۱ طی به اصطلاح جهش بزرگ به پیش ۳۸ میلیون انسان تلف شدند. رژیم مائو در آن سال‌ها محصولات زراعی کشور را مصادره کرده و آن‌ها را به اروپای شرقی که زیر کنترل کمونیست‌ها بود در برابر دریافت جنگ‌افزار و حمایت سیاسی صادر می‌کرد. مواد غذایی و پول همچنین برای حمایت از نهضت‌های ضد استعماری و کمونیستی به آسیا، آفریقا و آمریکای لاتین ارسال می‌شد. قتل‌عام توده‌وار در مقیاس «جهش بزرگ به جلو» چیزی بود که مائو خود را برای آن آماده کرده بود.
در اوایل دهه ۱۹۶۰ مائو به دلیل تصمیمات مرگبار اقتصادی خودش به سرعت زیر سایه لیو شائوچی، رئیس‌جمهور رفت. تصمیم لیو شائوچی، رئیس‌جمهور برای تغییر مسیر اقتصاد به ثمر نشست و بر محبوبیتش افزود. او تصمیم گرفت به کمک دنگ ژیائوپینگ، مائو را وادار به بازنشستگی کند.
مائو در ضدحمله خود، انقلاب فرهنگی چین را براه انداخت اما هدف، سرنگونی لیو شائوچی از سمت رئیس‌جمهوری بود. انقلاب فرهنگی در واقع برای تصفیهٔ دیگر مسئولین حزب کمونیست طراحی شده بود تا حزب مرعوب شده و رهبری مائو تضمین شود. در واقع مائو آن رویداد را به‌عنوان یک «تصفیهٔ بزرگ» به‌شمار آورد. اهداف اصلی او آن رهبران حزبی بودند که فکر می‌کردند تلاش‌های مائو در اشتراکی کردن و صنعتی کردن در جهش بزرگ به جلو یک فاجعه بوده‌است. چندین چهره میانه‌رو از حزب کمونیست چین اخراج شدند.
مهم‌تر از همه در میان آن‌ها لیو شائوچی بود که مدت‌ها چه در حزب و چه در ارتش جانشین فرمانده بود. اما وی دچار چندین اشتباه بزرگ شد، از جمله اعتراف به سیاست‌مداران شوروی در این باره که ۳۰ میلیون چینی طی ۱۹۵۸–۱۹۶۱ در اثر کمبود مواد غذایی مرده‌اند. لیو همچنین به‌طور علنی از قربانیان قحطی عذر خواهی نموده و با موفقیت بر کاهش مصادرهٔ محصولات زراعی و سایر مواد غذایی پافشاری کرد.
مائو در مه ۱۹۶۶ انقلاب فرهنگی را به راه انداخت و لیو شائوچی را در نشست کمیتهٔ مرکزی در آگوست همان سال عزل نمود. مائو و همسرش حزب کمونیست چین را از وجود هزاران تن از مقامات این حزب از جمله جانشین احتمالی او لیو شائوچی و دنگ شیائوپینگ کسی که بعداً بالاترین مقام رهبری را عهده‌دار شد پاکسازی کردند.
از سال ۱۹۶۹ تأکید حزب کمونیست چین بر بازسازی خود، ثبات اقتصادی و حساسیت به مسائل خارجی بود، بطوری‌که ریچارد نیکسون در فوریه ۱۹۷۲ به چین رفت و هفت ماه بعد روابط دیپلماتیک پکن و توکیو برقرار شد. عصر انزواطلبی به سررسیده بود.
مائو در این دوران عقیده داشت که عمل گرایی و شور انقلابی و ملی باید همگام باشد و جناحها همزیستی داشته باشند، مخصوصاً بعد از این که معاون مائو، لین پیائو متهم به کودتا شد. در آوریل ۱۹۷۳ دنگ ژیائوپینگ، از قربانیان انقلاب فرهنگی، با موافقت مائو به معاونت نخست‌وزیری انتخاب شد. در سال ۱۹۷۶ چو ان لای که برنامه نوسازی اقتصاد را ارائه کرده بود، مرد.
با مرگ مائو در ماه سپتامبر ۱۹۷۶ باند چهار نفره متشکل از همسرش و سه دستیار وی تضعیف شد. آن‌ها در ماه اکتبر دستگیر شدند و بدین ترتیب انقلاب فرهنگی خاتمه یافت. حزب کمونیست در سال ۱۹۸۱ رسماً از انقلاب فرهنگی تبری جست و به اشتباهات مائو اذعان کرد.
لیو شائوچی را که سرطان داشت به زندان انداخته و دارو در اختیارش نگذاشتند. وی در زندان درگذشت.
در آوریل ۱۹۷۳ دنگ شیائوپینگ، از قربانیان انقلاب فرهنگی، با موافقت چو ان لای به معاونت نخست‌وزیری انتخاب شد. باند چهار نفره به رهبری جیانگ چین همسر مائو از این تحولات راضی نبود، آن‌ها رقیب اصلی خود را چو ان لای، نخست‌وزیر چین می‌دانستند.
ثمره انقلاب فرهنگی، خشونت و کشتار و تخریب اقتصادی چین بود.